# Etničke grupe Laosa
Etničke grupe Laosa: 5,963,000 stanovnika (UN Country Population; 2008). 146 naroda
- Aheu Luang 2,000
- Akeu 2,500
- Akha, Botche 600
- Akha, Chapo 500
- Akha, Eupa 700
- Akha, Kophe 1,300
- Akha, Kopien 600
- Akha, Luma 3,000
- Akha, Lylo 1,800
- Akha, Nuqui 8,300
- Akha, Nutchi 5,400
- Akha, Oma 1,800
- Akha, Pouly 53,000
- Akha, Tchitcho 1,200
- Alak 4,500
- Alu 5,800
- Arem 600
- Bit 2,500
- Bo 3,300
- Brao, Love 22,000
- Bru, Istočni 77,000
- Burmanci, Myen 500
- Cali 16,000
- Chatong 600
- Chut-May 200
- Chut-Ruc 200
- Chut-Sach 200
- Con 1,800
- Čami, zapadni 17,000
- Giay, Glay 5,900
- Halang Doan 2,700
- Hani 1,400
- Hkun, Khuen 10,000
- Hmong Daw, Bijeli Meo 216,000
- Hmong Njua 185,000
- Hung 1,700
- Hung-Tum 800
- Ir 5,000
- Iu Mien, Yao 23,000
- Jeh 10,000
- Jeng 8,300
- Junanski Mongoli, 9,100, govore kaduo
- Kadu 300
- Kanay 700
- Kantonski Kinezi, Cantonese 58,000
- Kantu 17,000
- Kaseng 1,400
- Katang 121,000
- Kate 600
- Katu 20,000
- Khamet, Lamet 21,000
- Khlor 11,000
- Khmeri 12,000
- Khmu Keun 700
- Khmu Khong 3,000
- Khmu Lu 24,000
- Khmu Me 42,000
- Khmu Ou 517,000
- Khmu Rok 59,000
- Khua 3,600
- Kim Mun 5,700
- Kiorr ili Angku 3,900
- Kongsat 100
- Kri 900
- Kuan 3,200
- Kui Lung 4,000
- Kui, Kuay, Suei 58,000
- Lahu Aga 7,600
- Lahu Phu, Bijeli Lahu 2,700
- Lahu Shi, Žuti Lahu 3,700
- Lao 2,599,000
- Lao Isaan 7,200
- Lao Phuan 120,000
- Laoseng 9,100
- Laven 52,000
- Lawi 600
- Mal, Khatin, T'in 30,000
- Maleng 1,000
- Mandarinski Kinezi 41,000
- Mangkong 3,600
- Mlabri 500
- Mon, Muong 300
- Ngae 16,000
- Nguan 31,000
- Nguon 1,500
- Nung, Highland Nung 29,000
- Nyahon, Nyaheun 6,600
- Nyaw, Tai Nyo 14,000
- O-Du 200
- Oy 19,000
- Pacoh 17,000
- Pala 4,700
- Pana, Phana 400
- Phu Thai 170,000
- Phunoi 45,000
- Pong, Kniang 1,800
- Pouhoy 200
- Poumong 1,100
- Poussang 2,200
- Prai, Phai 19,000
- Rien 6,000
- Saek 20,000
- Salang, Halang 5,100
- Salao 800
- Samtao 2,800
- Sapuan 4,400
- Sedang 900
- Šan 900
- Sila 2,300
- Singmoon 7,000
- So 126,000
- So Tri 7,700
- Sou 2,700
- Ta Oi 39,000
- Tahang 400
- Tai Daeng, Crveni Tai 35,000
- Tai Dam, Crni Tai 64,000
- Tai Doi 600
- Tai Gapong 1,200
- Tai He 9,500
- Tai Kaleun 7,700
- Tai Kao 47,000
- Tai Khang, Kang 61,000
- Tai Laan 500
- Tai Long 4,900
- Tai Lu 151,000
- Tai Men 9,200
- Tai Nua,  45,000
- Tai Pao 4,200
- Tai Peung 1,200
- Tai Sam 900
- Taket 500
- Talieng 29,000
- Tamoy 600
- Taoih, Donji 18,000
- Tay Khang 200
- Tay Pong 29,000
- Tayten 400
- Tchaho 300
- Thae 3,300
- Thai, Središnji 117,000
- Thai, Sjeverni, Tai Wang 11,000
- Tong 12,000
- Vijetnamci 99,000
- Xinh Mun, Puoc 3,600
- Yoy 1,300